# Patrick Serrière
Pour les articles homonymes, voir Serrière (homonymie).
Patrick Serrière, né le 7 juillet 1960 à Saint-Cloud, est un joueur de rugby à XV, qui a joué avec l'équipe de France de 1986 à 1988 et avec le Racing club de France évoluant au poste de deuxième ligne (2,03 m pour 120 kg).

## Carrière
Il a été formé a l'Olympique columérien (77). Il a ensuite joué avec le Racing club de France.
Il a disputé son premier test match le 21 juin 1986, contre l'équipe d'Australie, et son dernier test match fut contre l'équipe d'Angleterre, le 16 janvier 1988.
Le 10 mai 1986, il est invité une première fois avec les Barbarians français pour jouer contre l'Écosse à Agen. Les Baa-Baas l'emportent 32 à 19. Le 11 novembre 1986, il est sélectionné avec les Barbarians français contre la Nouvelle-Zélande à La Rochelle. Les Baa-Baas s'inclinent 12 à 26.
L'année suivante, il atteint la finale du championnat de France mais le Racing est battu par Toulon.
Il devient champion de France en 1990, après avoir battu successivement Grenoble en quart sur un essai refusé à tort aux alpins,, le Stade toulousain 21-14 comme 3 ans plus tôt en demi-finale puis le SU Agen en finale (22-12 après prolongations).
Le Racing était alors emmené par une génération exceptionnelle avec notamment Franck Mesnel, Jean-Baptiste Lafond, Philippe Guillard, Laurent Bénézech ou Éric Blanc.
Le 27 octobre 1990, il joue de nouveau avec les Barbarians français contre la Nouvelle-Zélande à Agen. Les Baa-Baas s'inclinent 13 à 23.
En championnat 1991, le Stade toulousain prendra sa revanche en éliminant les parisiens en demi-finale à Bordeaux 13-12.
En 1994, il participe à la tournée des Barbarians français en Australie. Le 26 juin 1994, il retrouve le maillot des Barbarians français contre l'Université de Sydney en Australie. Les Baa-Baas s'imposent 36 à 62. Le 29 juin 1994, il joue contre les Barbarians Australiens au Sydney Cricket Ground. Les Baa-Baas français s'imposent 29 à 20.
En septembre 2018, il est nommé directeur général du Racing 92, club avec lequel il a soulevé le bouclier de Brennus en tant que capitaine, en remplacement de Didier Blot qui prend sa retraite. En 2021-2022, il est membre du bureau de l'Union des clubs professionnels de rugby, syndicat regroupant les clubs professionnels de Top 14 et de Pro D2. Il quitte le club à l'issue de la saison 2021-2022 « pour raisons personnelles ».

## Palmarès
- Champion de France (Bouclier de Brennus) (1) : 1990 (et capitaine)
- Vice-champion de France (1) : 1987
- Vainqueur du Tournoi des Cinq Nations en 1988

## Statistiques en équipe nationale
- Sélections en équipe nationale : 3
- Sélections par année : 1 en 1986, 1 en 1987, 1 en 1988
- Tournoi des Cinq Nations disputé : 1988